# Chigmecatitlán
Chigmecatitlán är en kommun i Mexiko.   Den ligger i delstaten Puebla, i den sydöstra delen av landet, 140 km sydost om huvudstaden Mexico City.